# Parowóz systemu Shaya

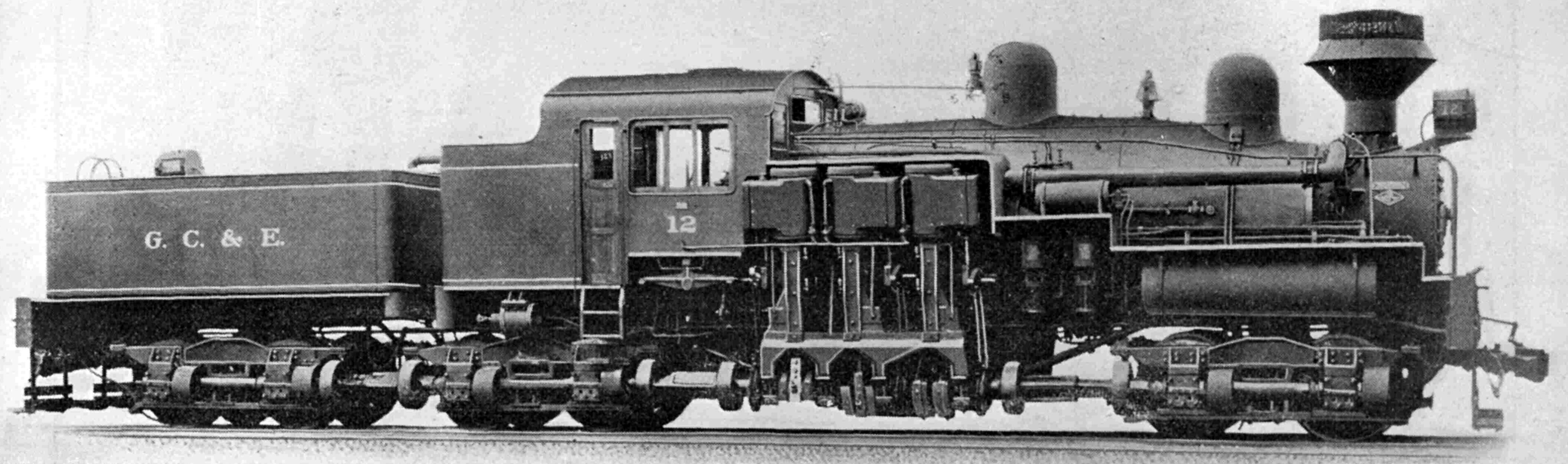
Lokomotywa Shay Class C

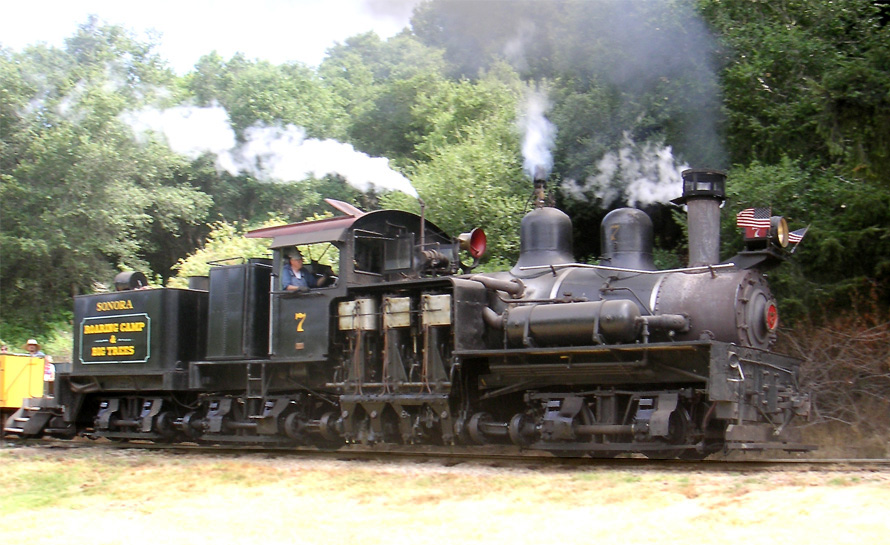
Lokomotywa Shay Class C Sonora

Parowóz Shay – rodzaj parowozów wieloczłonowych, opracowanych pod koniec XIX wieku (pierwszy patent w 1882) przez Ephraima Shaya dla amerykańskich kolei leśnych, dysponujących krętymi, górskimi trasami.
Pojedyncza, wielocylindrowa, pionowa maszyna parowa posiadała własny wał korbowy, a koła dwuosiowych wózków napędzała za pośrednictwem wałów Kardana i kół stożkowych. W produkowanych typach podwozie składało się z 2 do 3 dwuosiowych, napędzanych wózków (4 lub 6 osi). Standardowo napędzany był także tender. Były także projektowane parowozy o większej liczbie osi: 8 lub 10. Charakterystyczną cechą był kocioł przesunięty w lewo od osi podłużnej lokomotywy, gdyż po prawej stronie znajdowała się pionowa maszyna parowa i mechanizm przeniesienia napędu.
Konstrukcja nie była szeroko rozpowszechniona ze względu na skomplikowaną budowę.